# Яремчук Іван Іванович
Іва́н Іва́нович Яремчу́к (нар. 19 березня 1962, Великий Бичків, Закарпатська область, Українська РСР, СРСР) — радянський та український футболіст, півзахисник. Майстер спорту міжнародного класу (1986). Заслужений майстер спорту (1986).

## Біографія
У великий футбол Яремчук потрапив завдяки колишньому гравцю київського «Динамо» Яношу Фабіяну, який склав Івану протекцію до вступу в київський спортінтернат. По закінченні інтернату у 1979 молодий півзахисник поїхав до «Дніпра» (Черкаси), де провів чотири роки. Вже у 1983 Івана було викликано до лав радянської армії і він продовжив свої спортивні виступи у складі друголігового столичного СКА. Технічну та яскраву гру Яремчука помітив Валерій Васильович Лобановський, який і запросив його у 1985 році приєднатися до головної команди республіки — київського «Динамо».
У першому ж своєму сезоні Іван став чемпіоном та володарем Кубка СРСР, міцно забронювавши за собою позицію правого півзахисника.
Зірковим часом Яремчука, як і всього київського колективу, став розіграш Кубка кубків 1985—1986 років. Зокрема, 19 березня, у свій день народження, двадцятичотирирічний півзахисник киян двічі змусив капітулювати голкіпера віденського «Рапіда», зробивши значний внесок у загальну перемогу з рахунком 5:1.
Проте 27 серпня 1986 Яремчук отримав важку травму, яка вибила його з обойми майже на рік. У фіналі Кубка Сантьяго Бернабеу гравець мадридського «Реала» Хорхе Вальдано жорстко пішов у зіткнення, результатом якого став перелом малогомілкової кістки лівої ноги та розрив зв'язок динамівця. Аргентинець після матчу відвідав Івана в лікарні, вибачився та подарував цінний годинник з емблемою «Реала».
Після завершення сезону 1990 Іван залишив «Динамо» та відправився до Німеччини скуштувати легіонерського хліба. Першим клубом у закордонній кар'єрі Яремчука став «Блау-Вайс» (Берлін) із другої Бундесліги. При перемовинах керівництво змальовувало райдужні перспективи, обіцяючи ведення боротьби за вихід до першої Бундесліги, проте вже наприкінці сезону клуб збанкротував та після завершення турніру набув любительського статусу. Сам Яремчук лише п'ять разів вийшов на поле у складі берлінців, отримавши в одному з поєдинків травму меніска.
Нову сторінку своєї біографії Іван міг написати в іншому німецькому клубі, яким стала «Герта», куди Яремчука запросив відомий фахівець, екс-головний тренер збірної НДР Бернд Штанге. Проте вже на першому ж тренуванні порвав хрестоподібні зв'язки коліна, закінчивши виступи в «Герті» навіть їх і не розпочавши.
Після відновлення та нетривалого виступу за берлінський любительський клуб Яремчук міг опинитися в сонячній Греції, однак варіант з ОФІ, на жаль, не вигорів. І хоча півзахисник дуже добре показав себе на зборах, підписання контракту так і не відбулось.
Замість Греції у 1993 році Іван опинився у Набережних Човнах, приєднавшись до гравців місцевого КамАЗу. Працевлаштуватися Яремчуку допоміг один з київських журналістів, що перебував у дружніх стосунках з Лобановським. Однак, через те, що німецька федерація не вислала вчасно до російського клубу трансферний сертифікат, жодного матчу у Чемпіонаті Росії 1993 Іван так і не провів. А вже в наступному сезоні, відігравши за КамАЗ перше коло, півзахисник залишив російський клуб, мотивуючи це тим, що керівництво не виконало перед ним преміальних зобов'язань.
Скандалом завершилося перебування Яремчука у своєму наступному клубі — ізраїльському «Хапоелі» з Рішон-ле-Ціона. Незважаючи на те, що колишній динамівець показував дуже високий як для всього чемпіонату рівень, він встиг «відзначитися» й у нефутбольному житті. Перебуваючи у стані сильного алкогольного сп'яніння, Іван роздягнувся перед групою ізраїльських дівчат, після чого керівники «Хепоеля» посадили його в перший же літак, аби чимшвидше позбутися скандального футболіста. Цікавим фактом є те, що після цього «Хапоель» втратив місце у вищій лізі чемпіонату Ізраїлю і досі так і не зміг його повернути.
Влітку 1995 Яремчук повернувся до Києва, відновивши виступи у «Динамо». Проте, тренувався він не з основним складом, а з «Динамо-2», де провів кілька контрольних матчів і навіть залишив свій автограф у воротах суперника. Повноцінно повернутися до київського клубу не вдалося, зате на контакт з Іваном вийшли представники чеського «Богеміанса», які й запропонували талановитому півзахиснику продовжити виступи у складі їхньої команди. Проте і у старовинній Празі Яремчук надовго не затримався. У «Богеміанса» виникли фінансові труднощі, які змусили українця знову шукати кращої долі, яка закинула його аж у Казахстан.
У клубі «Мунайші» на той час підібралася доволі непогана компанія з досвідчених гравців, що вже були близькими до завершення кар'єри. Однак, фінансові питання знову ж стали на заваді стабільності виступів і, зігравши всього 17 матчів у чемпіонаті Казахстану, Яремчук відправився у камишинський «Текстильник», куди йому допоміг працевлаштуватися на той час тренер збірної Росії Борис Ігнатьєв.
Камишинський клуб не потягнув підйомні, що були обіцяні Івану, тож він після нетривалого перебування у «Текстильнику» вирішив повернутися на Батьківщину.
Найкращі умови Яремчуку запропонували у полтавській «Ворсклі», де він разом з Іваном Шарієм був найбільш віковим гравцем команди. Однак, це не заважало їм показувати зрілу змістовну гру, надихаючи більш молодих партнерів та на своєму прикладі демонструючи їм таїнства футбольного мистецтва.
Кар'єру ж Іван Яремчук завершив у івано-франківському «Прикарпатті» у віці 36 років.
Після цього нетривалий час виступав у футзалі, де грав у Другій лізі за київський «Інтеркас-2».
Закінчивши футбольну кар'єру, захопився грою в казино, але зумів подолати негативне захоплення.
Наприкінці 1990-их досяг значного успіху за більярдним столом, виконавши норматив майстра спорту та ставши призером Чемпіонату України (1998).
Грає в спортивний покер, бере участь у EPT Kyiv Main Event.

## Виступи у збірній
За збірну СРСР Іван Яремчук провів 18 матчів, в яких відзначився двома забитими м'ячами. Дебютував у складі національної збірної Радянського Союзу 23 квітня 1986 року у матчі з румунами. Вперше засмутив голкіпера суперників у матчі зі збірною Угорщини у червні 1986 року, в вдруге змусив капітулювати воротаря грецької національної команди восени 1987. 

Учасник Чемпіонату світу-1986 та Чемпіонату світу-1990. Мав брати участь у Євро-1988, однак за три місяці до турніру отримав травму. 

Останній поєдинок провів проти камерунської дружини 18 червня 1990 року, з тих пір ні червоно-білу, ні жовто-блакитну футболку збірної не вдягав.

## Досягнення
- Триразовий чемпіон СРСР (1985, 1986, 1990)
- Триразовий володар Кубка СРСР (1985, 1987, 1990)
- Володар Кубка Сезону СРСР (1985)
- Володар Кубка Володарів Кубків (1986)

### Державні нагороди
- Орден «За заслуги» II ст. (13 травня 2016) — за вагомі особисті заслуги у розвитку і популяризації вітчизняного футболу, піднесення міжнародного спортивного престижу України та з нагоди 30-річчя перемоги у фінальному матчі Кубка володарів кубків УЄФА, здобутої під керівництвом головного тренера футбольного клубу «„Динамо“ Київ», Героя України Лобановського Валерія Васильовича[4][5]
- Орден «За заслуги» III ступеня (2004)[6]

## Цікаві відомості
- Два роки поспіль майже в один і той самий час (одного разу в день народження, іншого — за два дні до нього) в календарних матчах чемпіонату СРСР ламав кінцівки. Вперше це сталося 19 березня 1988 року в поєдинку з «Чорноморцем», а вдруге 17 березня 1989 у матчі з «Араратом».
- На честь Івана Яремчука названо турнір Ліги «Футбол проти наркотиків та криміналу»[7].

## Особисте життя
Перебуваючи в Німеччині, вподобав азартні ігри та за власними ж словами програв у казино майже все своє майно. Не в змозі зупинитися, Яремчук залишив у казино близько 1 млн доларів та був вимушений продати квартиру в центрі Києва й дорогий джип.
Жодного разу не був одружений, проте має позашлюбну доньку. Донька Валерія — чемпіонка України із синхронного плавання.

## Кримінальна справа
У грудні 2009 Яремчука звинуватили в розбещенні неповнолітніх. За інформацією преси він неодноразово вступав в інтимний зв'язок з 13-річними школярками, яких запрошував до себе додому. За різними відомостями Яремчук міг бути ув'язнений на термін від трьох до п'яти років. У ході слідства встановили, що Іван дійсно запрошував дівчат додому та займався з ними оральним сексом, платячи кожній за це по 200 гривень. Рішенням суду колишнього футболіста було засуджено до умовного терміну покарання.